# Sydafrikanskt varmblod
Sydafrikanskt varmblod är en hästras från Sydafrika. Hästen varierar i storlek och form och alla färger kan förekomma. Den har ett stabilt temperament samt välplacerad hals och bra ben. Den är 155-170 cm i mankhöjd och används oftast som ridhäst. I slutet av 1960-talet importerades det första varmblodet från Namibia till Sydafrika. Det var en tyskfödd hingst som importerats av Theo Laros.